# Épices à steak de Montréal

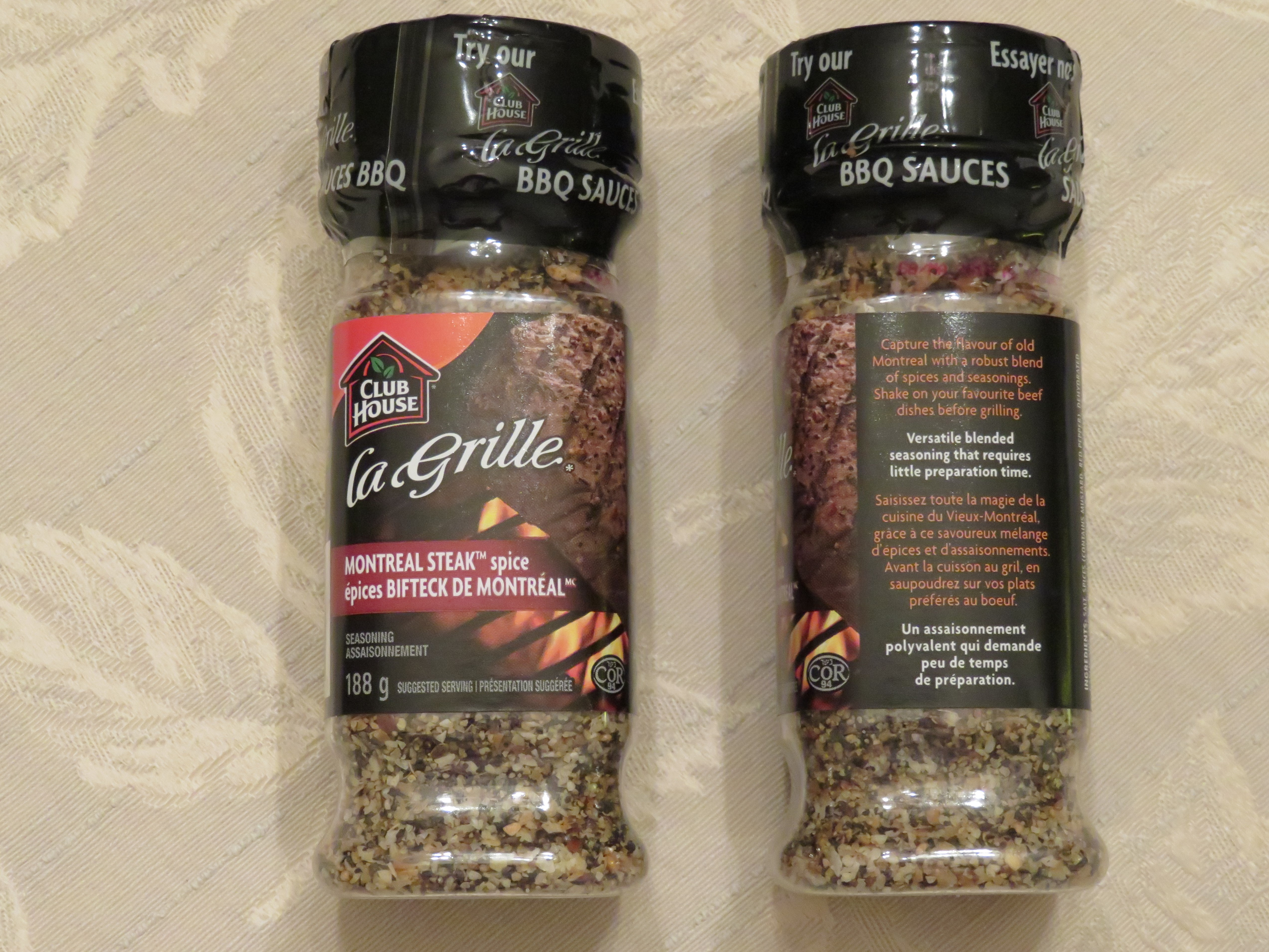
Épices à steak de Montréal.

Les épices à steak de Montréal est un mélange d’épices né à la fin du XIXe siècle, à Montréal, créé par les immigrants juifs ashkénazes. Ils les utilisent pour mariner le smoked meat qui n’était pas encore conservé au réfrigérateur à cette époque. Il est ensuite utilisé sur les steaks, à la suite de la décision d'un cuisinier de Schwartz's de commencer à l'utiliser au gril. Il est maintenant vendu à l'international,.